# 格里格斯敦 (新澤西州)
格里格斯敦（英語：Griggstown）是位於美國新澤西州薩默塞特縣的普查規定居民點。

## 人口
根據2020年美國人口普查的數據，格里格斯敦的面積為6.52平方千米，當中陸地面積為6.33平方千米，而水域面積為0.18平方千米。當地共有人口835人，而人口密度為每平方千米128.07人。